# Gerry Adams
Gerard "Gerry" Adams (iriska: Gearóid Mac Ádhaimh), född 6 oktober 1948 i Belfast, Nordirland, är en nordirländsk politiker. Adams var partiordförande för Sinn Féin från 1983 till 2018 då han ersattes av Mary Lou McDonald. Dessförinnan var han vice partiledare sedan 1978. Adams var ledamot för valkretsen Belfast West  av brittiska underhuset (1983-1992 och 1997-2011) och av Nordirlands regionala parlament 1998-2010. Sedan 2011 är han ledamot av Irlands parlament.

## Biografi
Både de brittiska och irländska myndigheterna tror att Gerry Adams har ingått i IRA:s ledning. Detta förnekas dock av honom själv. 
Flera gånger har Adams utsatts för mordförsök. Den 14 mars 1984 försökte John Gregg, ledare för Ulster Defence Association, och två andra medlemmar mörda Adams då han åkte taxi i Belfast.
I samband med begravningen av tre IRA-medlemmar på Milltown Cemetery i Belfast den 16 mars 1988 attackerade Ulster Defence Association-medlemmen Michael Stone begravningsföljet (Milltownmassakern) och kastade en granat och sköt med automatvapen mot de sörjande; 50 personer skadades och tre dog (Tomas Mcerlean, John Murry och Kevin Brady). Många tror att huvudmålet för attacken var nationalistledarna Martin McGuinness och Gerry Adams. Stone greps strax efter av polisen då han försökte fly från kyrkogården.
1993 fick Gerry Adams kritik för att han var kistbärare på begravningen av Thomas Begley, en IRA-man som medverkat vid bombattentatet på Shankill Road. Begley fick en hedersbegravning på IRA:s begravningsplats, Milltown Cemetery. 
Den 24 november 2006 försökte Michael Stone ånyo mörda Adams och McGuinness efter att ha brutit sig in på Stormont, det nordirländska parlamentet, under pågående debatt. I Stones bil påträffades bland annat en yxa och flera spikbomber.
Liksom övriga företrädare för Sinn Féin vägrade Gerry Adams att inta sin plats i brittiska parlamentet eftersom han vägrar att svära trohet till drottningen.